# Août 1862

## Événements

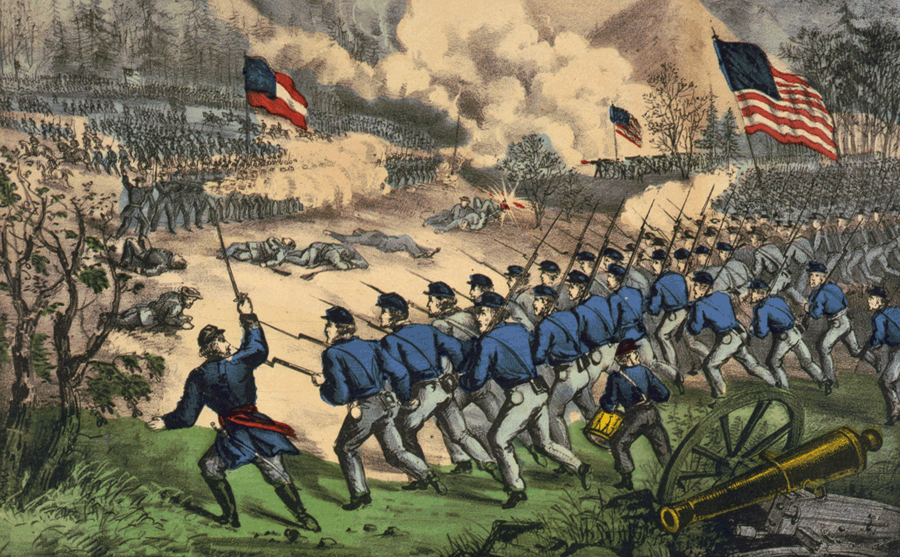
9 août : bataille de Cedar Mountain.

- 17 août, États-Unis : révolte des Sioux. Plus de 700 colons périssent. Les Indiens vaincus ne possèdent plus que les Dakota et le Montana.
- 28 - 30 août, États-Unis : victoire sudiste à la seconde bataille de Bull Run, en Virginie, aussi appelée Seconde bataille de Manassas.
  - Le général Robert E. Lee repousse deux invasions de la Virginie puis pénètre dans le Nord.

## Naissances
- 3 août : Jules-Victor Verdier, peintre français († 7 novembre 1926).
- 5 août : Joseph Merrick, dit « elephant man » († 11 avril 1890).
- 6 août : Armand Rassenfosse, peintre et lithographe belge († 28 janvier 1934).
- 7 août : Albert de Povourville, aventurier taoïste
- 15 août :
  - Abram Arkhipov, peintre russe († 25 septembre 1930)
  - Jules Viard, archiviste paléographe français († 21 avril 1939)
- 21 août : Emilio Salgari, écrivain italien, auteur de romans et nouvelles d'aventures. († 25 avril 1911)
- 22 août :
  - Claude Debussy, compositeur français.
  - Louis-Philippe Brodeur, politicien et juge.
- 26 août : Achille Chainaye, sculpteur et journaliste belge († 20 décembre 1915).

## Décès
- 5 août : Félix De Mûelenaere, homme politique belge (° 5 avril 1793).
- 8 août : Allan MacNab, premier ministre du Canada-Uni.
- 18 août : Simon Fraser (explorateur)